# Pawn
Pawn es un lenguaje de programación utilizado comúnmente en plataformas en las que un usuario cualquiera puede agregar su propio código.

## Funcionamiento interno
Los archivos fuente de Pawn son compilados a un archivo binario para un mejor tiempo de ejecución. El compilador Pawn produce P-Code (o Bytecode) que corre en una máquina abstracta. Las bases del diseño de Pawn y su respectivo interpretador son: Velocidad de ejecución, estabilidad y sencillez.

## ¡Hola, mundo! en Pawn
```
main
()

{

    
print
(
"¡Hola, Mundo!"
);

}

```

## Aplicaciones
- El uso de este lenguaje es común en  servidores y sistemas que permiten al usuario programar su propio código, como en el caso de  San Andreas Multiplayer (SA-MP),  Vice City Multiplayer (VC-MP),  Liberty Unleashed, Half-Life, Counter-Strike y otros videojuegos que derivan del motor GoldSrc de Valve.
  - Una variante más amplia del lenguaje pero menos conocida llamada SourcePawn es utilizada en servidores de Counter-Strike: Source y otros servidores de juegos que utilicen el motor Source de Valve.

- WOWCube - escribiendo juegos de aplicaciones para esta consola de juegos, y su emulador.

- También se ha utilizado Pawn como lenguaje para controladores industriales (PLC), como es el caso del entorno de programación StxLadder, que permite combinar Pawn con el lenguaje gráfico Ladder para realizar lógicas de control, comandar dispositivos electrónicos, leer entradas analógicas, relés, etcétera.